# Bastelica
Bastelica é uma comuna francesa na região administrativa de Córsega, no departamento de Córsega do Sul. Estende-se por uma área de 127,69 km². 